# П'єр Карден

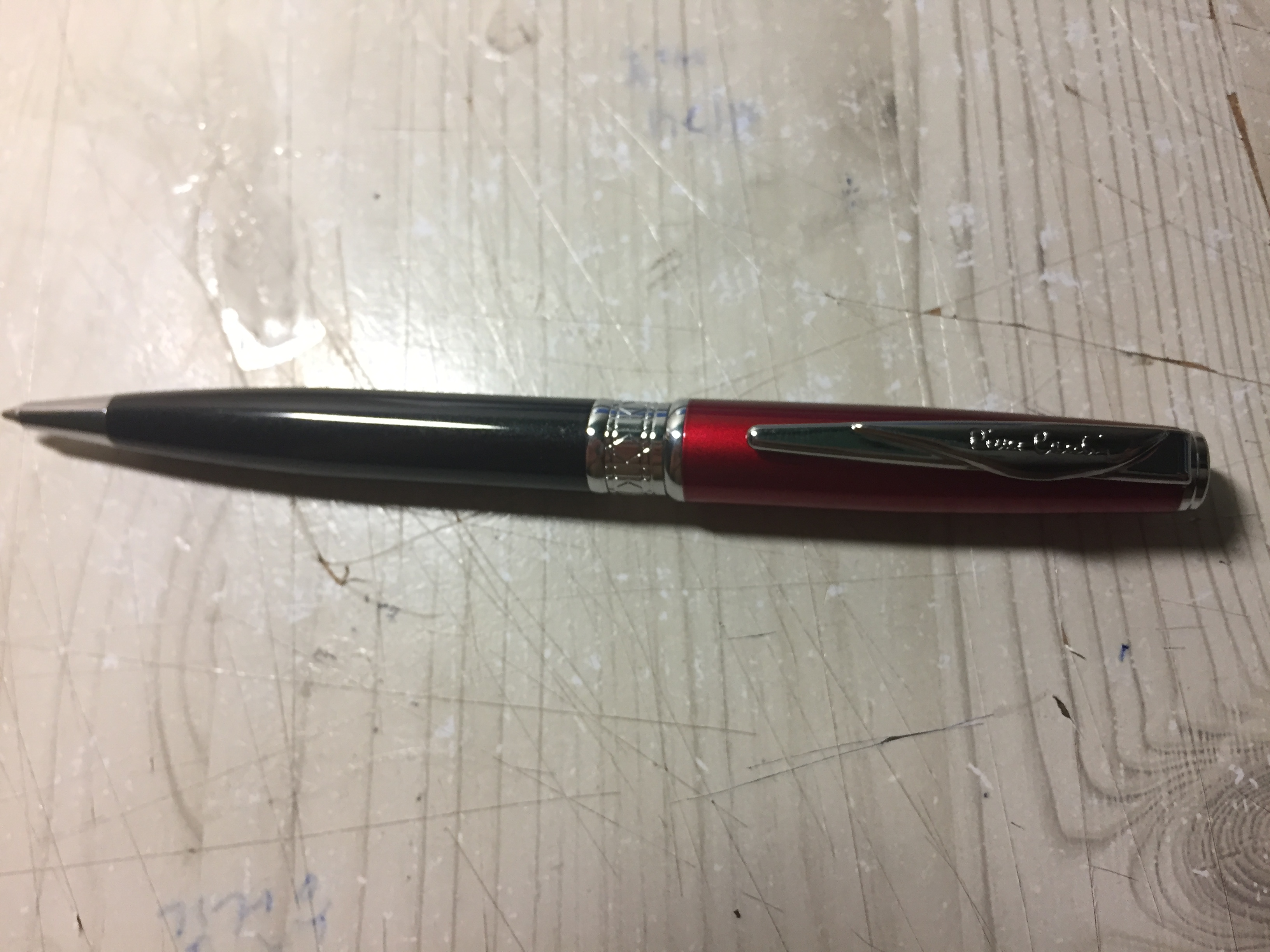
Кулькова ручка Pierre Cardin

П'єр Карден (фр. Pierre Cardin, італ. Pietro Cardin — П'єтро Кардін; 2 липня 1922, Сан-Б'яджіо-ді-Каллалта, провінція Тревізо, Італія — 29 грудня 2020, Неї-сюр-Сен, Франція) — модельєр, кутюр'є, першовідкривач стилю «унісекс».

## Біографія
Народився в Італії поблизу Венеції, виріс у Франції, вивчав архітектуру в Парижі. Згодом працював з модельєрами Жанн Пакен і Ельзою Скіапареллі, очолював у 1947 році ательє моди «Крістьян Діор». Заснував однойменний дім моди «П'єр Карден» у 1950 році, впровадив «от кутюр» у 1953 році.
Відомий своїми стилями «авангард» і «космос», моделі П'єр Кардена принципово відрізнялися від пануючого в той час стилю «нью-лук». Давав перевагу геометричній формі та мотиву; його одягу ще притаманний вільний крій з чіткими деталями та великими ґудзиками. Модельєр також одним з перших випустив колекцію «прет-а-порте», за що його виключили з Синдикату високої моди, члени якого вважали, що Карден завдав шкоди іміджу моди.
Карден став першим кутюр'є, обраним членом Французької академії образотворчих мистецтв.
Помер 29 грудня 2020 року в лікарні Americain de Paris в передмісті Парижа.

## Цікавинки
Журнал «Times» назвав Кардена «хитромудрим фанатиком, який вмудрився написати своє ім'я на всьому, що можна прибити цвяхами, приклеїти, пришити, пригвинтити, прив'язати, розтиражувати або розлити по пляшках, закрити, відкрити і спожити».